# 프로텍
프로텍(Protec)은 LED 디스펜서(LED에 형광 물질을 도포하는 기기)를 전문으로 생산하는 코스닥 상장 기업이다. LED 디스펜서 분야에서 대한민국 내 시장 점유율 1위를 차지하고 있어 강소 기업으로 분류된다.

## 역사
이 회사는 본래 1997년 반도체 장비 및 자동화 공압 부품등의 제조를 목적으로 설립되었다. 2001년 8월에 코스닥 시장에 상장되었다.

## 사업
크게 시스템 사업부와 뉴매틱 사업부로 나뉘며, 시스템 사업부는 LED 디스펜서 등의 장비를 삼성전자, 앰코테크놀러지, 스태츠칩팩코리아 등의 고객사에 공급한다. 뉴매틱 사업부는 뉴매틱 실린더(PNEUMATIC CYLINDER, 공압 구동형 실린더)등의 장비를 공급하고 있다. 매출 구성은 시스템 93%, 뉴매틱 7% 가량으로 구성된다.
LED 디스펜서의 국내 생산업체 중에서는 유일하게 해외 진출에 성공한 회사이다. ATS 및 골콘다(Goloconda) 등을 통해 싱가폴 및 대만 시장에 진출하여 외국업체와 경쟁하고 있다. 디스펜서 외의 기타 LED 관련 시스템에 대한 연구 개발도 진행하고 있다.

## 참고 문헌
- 와이즈에프엔
- 전자공시시스템